# Dragón de Wawel

## Leyenda
La leyenda cuenta que después de un largo periodo de prosperidad y armonía, la desgracia llega al país del príncipe Krakus (origen del nombre de la ciudad de Cracovia). Los pastores comenzaron a perder algunos de sus animales y luego desaparecieron también los residentes sin razón aparente. Todo esto fue inexplicable hasta el día en que un joven, va a recoger hierbas en el río Vístula y se acerca a los pies de la colina de Wawel. Allí, ve huesos en el río y un poco más lejos, en la roca de la colina, ve una cueva y al lado un enorme y terrorífico dragón descansando tranquilamente al sol. Su cuerpo estaba cubierto de escamas de color amarillo verdoso y brillante con enormes patas como troncos.
La noticia se extendió entre los habitantes. Entonces el niño fue al castillo para contar su aventura al Príncipe Krak. A continuación, reúne a sus valientes caballeros y consejeros para discutir el problema y encontrar una solución. Todos los intentos de matar al monstruo fueron en vano, muchos no regresarían. Cuando toda esperanza se perdió, el príncipe Krak prometió: "El que libere al pueblo del dragón, caballero o no, tendrá la mano de la princesa y la mitad del reino". Pronto, varios príncipes y caballeros llegaron al castillo de Krak pero nadie pudo vencer a la bestia. Entonces el príncipe se decidió enfrentar al monstruo, pero los preparativos de combate fueron interrumpidos por un pobre zapatero llamado Skuba, que dice que ha encontrado una manera de resolver lo del dragón.
El joven príncipe pide una oveja y grasa. Se mata al animal y se abre para llenar con una mezcla de azufre y alquitrán. Por la noche, durante el sueño del dragón, deja la falsa piel de oveja en la entrada de la cueva. Por la mañana, una violenta explosión despierta todos los habitantes de la aldea. Después de haber ingerido el carnero, el monstruo tenía una sed terrible, por lo que fue hasta el río y bebió tanta agua que su estómago explotó y los pedazos de su cuerpo cubrieron toda el área. Y así el reino de Krak fue liberado del peligro y el aprendiz de zapatero, por supuesto, se casó con la hermosa princesa Wanda.

## Actualmente

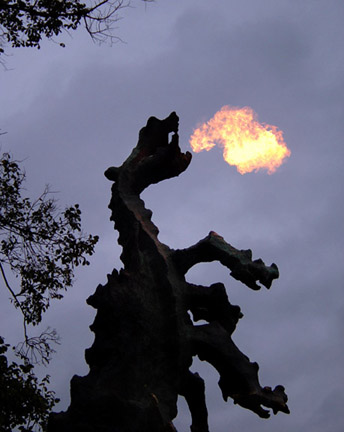
Escultura del Dragón a la entrada de la cueva, en Cracovia.

La cueva donde supuestamente vivía la bestia fue nombrada la Cueva del Dragón y todavía existe hoy en día, es un lugar turístico en Cracovia. Se colocó una estatua del dragón en 1970 a las afueras de la cueva, y lanza fuego por la boca cada 5 minutos o cuando se envía un SMS con el texto "SMOK" a un número de teléfono.

## El dragón de Wawel en la cultura popular
- Los Wawel Dragons[3] son premios que por lo general se presentan en el Festival de Cine de Cracovia.

- El dragón (como "La Bestia de Cracovia") apareció en la octava edición de una serie de cómics de Marvel Nextwave (escrito por Warren Ellis y dibujada por Stuart Immonen).

- La calle que conduce a lo largo de las orillas del río que lleva hacia el castillo es Ulica Smocza, que se traduce como "Calle del Dragón".